# High School Fleet
High School Fleet (jap. ハイスクール・フリート) ist eine Anime-Fernsehserie des Studio Production IMS aus dem Jahr 2016. Zur Serie erschien auch ein Manga und 2020 ein Kinofilm unter dem gleichen Titel. Die Science-Fiction-Geschichte handelt von einer Gruppe Schülerinnen, die einen Zerstörer steuern und ein Rätsel lösen müssen.

## Inhalt
In der Zukunft sind viele Küstenstädte und ganze Länder im Meer versunken. Die Freundinnen Akeno Misaki und Moeka China wollen Teil der „Blue Mermaids“ werden, die als Marine-Soldatinnen die verbliebenen Küstenstädte beschützen. Sie treten in Yokosuka der Marine-Oberschule bei und werden dem Zerstörer Harekaze zugeteilt, mit dem sie in See stechen. Durch einen Zwischenfall wird die Besatzung der Meuterei beschuldigt und ist plötzlich auf sich allein gestellt. Die Schülerinnen müssen die Harekaze mit Akeno Misaki als Kapitänin auf Kurs halten, die Ursache für den Zwischenfall klären und sich ihren Verfolgern entziehen.

## Veröffentlichungen
Der Anime entstand bei Production IMS unter der Regie von Yū Nobuta, unterstützt von Jun Nakagawa. Das Konzept stammt von Takaaki Suzuki und die Drehbücher schrieb Reiko Yoshida. Das Charakterdesign entwarfen Atto und Naoto Nakamura. Die künstlerische Leitung hatten Katsuki Matsumoto, Keito Watanabe und Masahiro Sato inne. Die Tonarbeiten leitete Hiroto Morishita und für die Kameraführung war Kōjirō Hayashi verantwortlich. Die 12 je 25 Minuten langen Folgen wurden vom 9. April bis 25. Juni 2016 von den Sendern Tokyo MX, BS11, Gunma TV, GYT, TV Aichi, KBS Kyōto, Sun TV, TVh, TVQ und AT-X in Japan gezeigt. International fand der Anime auf Streaming-Plattformen Verbreitung: Mit englischen Untertiteln bei Crunchyroll unter der Lizenz von Funimation Entertainment, französisch bei Wakanim und deutsch bei Peppermint Anime.
Noch vor Start der Animeserie begann im Oktober 2015 im Magazin Gekkan Comic Alive die Veröffentlichung einer Umsetzung als Manga-Serie. Die von Kanari Abe gezeichnete Serie wurde vom Verlag Media Factory auch in bisher neun Sammelbänden herausgebracht.
Am 31. März 2017 erschien zur Fernsehserie eine Fortsetzung als Original Video Animation, die mit dem gleichen Team entstanden ist. Die beiden Folgen sind je 48 Minuten lang. 2020 folgte ein Kinofilm, nun produziert bei A-1 Pictures.

### Synchronisation
| Rolle                    | Japanische Stimme (Seiyū) |
| ------------------------ | ------------------------- |
| Mashiro „Shiro“ Munetani | Lynn                      |
| Shima „Tama“ Tateishi    | Nozomi Furuki             |
| Akeno „Mike“ Misaki      | Shiina Natsukawa          |
| Moeka „Moka“ China       | Sora Amamiya              |

### Musik
Die Musik der Fernsehserie wurde komponiert von Shigeo Komori. Der Vorspann der Serie ist unterlegt mit dem Lied High Free Spirits von TrySail und für den Abspann verwendete man das Lied Ripple Effect von Luna Haruna. Beide Lieder wurden auch in der OVA verwendet.